# Club de Fútbol Pachuca
Maillots
Le Club de Futbol Pachuca est un club de football mexicain basé dans la ville de Pachuca, dans l'état de Hidalgo et fondé le 1er novembre 1892. 
Huitième club mexicain le plus titré en championnat et vainqueurs de six coupes des champions, il constitue l'un des plus beaux palmarès du football mexicain et a vu passer sous son maillot des joueurs tels qu'Hirving Lozano ou Keisuke Honda. 
En gagnant la Copa Sudamericana, tournoi de la CONMEBOL, en 2006, le CF Pachuca est devenu le premier club au monde à remporter une compétition officielle en dehors de sa confédération d'origine.

## Histoire

### Époque amateur
Des mineurs émigrés de Cornouailles, dans le sud-ouest de l’Angleterre, travaillant pour la Compañía Real del Monte y Pachuca, fondèrent le "Pachuca Athletic Club" en 1901. À l’origine, ils pratiquaient le football uniquement comme un passe-temps non organisé pendant leur temps libre, tout en travaillant dans les mines appartenant à William Blamey. Alfred C. Crowle a été le premier à présenter le sport aux mineurs mexicains, en apportant les premiers ballons de football appropriés et en expliquant les règles. Le jeu se répand rapidement en popularité et d’autres clubs sont bientôt établis dans les États voisins, y compris Albinegros de Orizaba, Reforma AC, British Club, Puebla A.C., et Mexico Cricket Club.
Le 19 juillet 1907, la Division mexicaine Primera fut fondée, avec Pachuca comme l’un des membres fondateurs de la ligue.
Dans la saison 1908, un joueur né au Mexique, David Islas, est apparu pour la première fois dans les rangs de l’équipe. De 1910 à 1912, la révolution mexicaine décime le football professionnel au Mexique jusqu’à ce qu’il ne reste plus que trois clubs, dont Pachuca. En 1915, la plupart des joueurs de l’équipe sont des Mexicains. De 1917 à 1920, Pachuca est champion de ligue sous l’entraîneur britannique Alfred C. Crowle. Pachuca a ensuite fait une pause au cours de la saison 1920-1921, lorsque la plupart de ses joueurs ont déménagé à Mexico. De nombreuses années se sont écoulées jusqu’à ce qu’une équipe mexicaine de deuxième division soit réunie.

### Ère professionnelle
En 1967, l’équipe a été couronné champion de la Segunda División et a pu passer à la Primera División. L’équipe s’est mal débrouillée et est retournée à la Segunda División au début des années 1970. Les "Tuzos" devront attendre 19 ans avant de pouvoir revenir à la Primera División au cours de la saison 1992-1993, où ils peineront à rester et seront relégués à la fin de cette même saison. La perte de prestige de la Segunda División entraîne la création d’une nouvelle division du jeu. Le Primera División A est créé en 1994, plus tard appelé Liga de Ascenso et l’équipe est une sensation.

## Palmarès
| Compétitions nationales | Compétitions internationales |
| - Championnat du Mexique (7) : - Champion : 1999 (C), 2001 (C), 2003 (A), 2006 (C), 2007 (C), 2016 (C), 2022 (A) - Vice-champion : 2001 (A), 2009 (C), 2014 (C), 2022 (C). - Coupe du Mexique (2) : - Vainqueur : 1908, 1912. - Finaliste : 1918, 1921, 2017 (A). | - Coupe/Ligue des champions de la CONCACAF (6) : - Vainqueur : 2002, 2007, 2008, 2010, 2017, 2024 - Copa Sudamericana (1) : - Vainqueur : 2006 - Coupe du monde des clubs (0) : - 3e place : 2017 - Coupe intercontinentale de la FIFA (0) : - Finaliste : 2024 - Challenger Cup (1) : - Vainqueur : 2024 - Derby des Amériques (1) : - Vainqueur : 2024 |

## Anciens joueurs
- Lorenzo Sáez
- Hernán Medford
- Gabriel Caballero
- Alejandro Glaría
- Cesáreo Victorino
- Alberto Rodríguez
- Andrés Chitiva
- Miguel Calero
- Francisco Gabriel De Anda
- Manuel Vidrio
- Octavio Valdez
- Fausto Pinto
- Aquivaldo Mosquera
- Christian Giménez
- Damián Álvarez
- Leobardo López
- José Francisco Torres
- Paul Aguilar
- Gerardo Rodríguez
- Héctor Miguel Herrera
- Jorge Hernández
- Miguel Ángel Herrera
- Óscar Pérez
- Óscar Murillo
- Rodolfo Pizarro
- Jürgen Damm
- Erick Gutiérrez
- Walter Ayovi
- Enner Valencia
- Hirving Lozano
- Víctor Guzmán
- Franco Jara
- Jonathan Urretaviscaya
- Keisuke Honda
- Óscar Ustari
- Gustavo Cabral
- Luis Chávez
- Kevin Álvarez
- Érick Sánchez
- Nicolás Ibáñez
- Romario Ibarra
- Salomón Rondón
- Oussama Idrissi